# 大田区役所

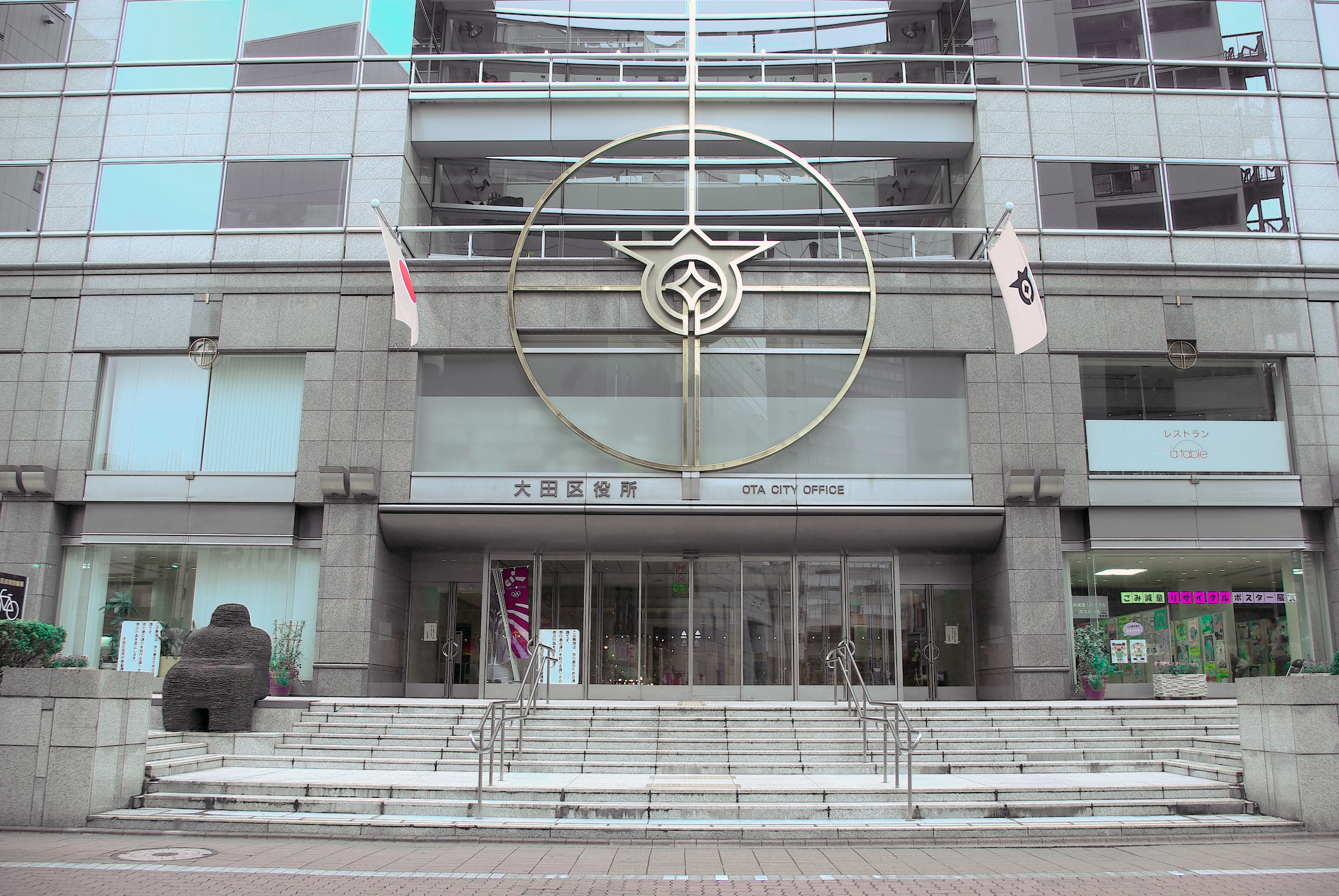
大田区役所（正面）

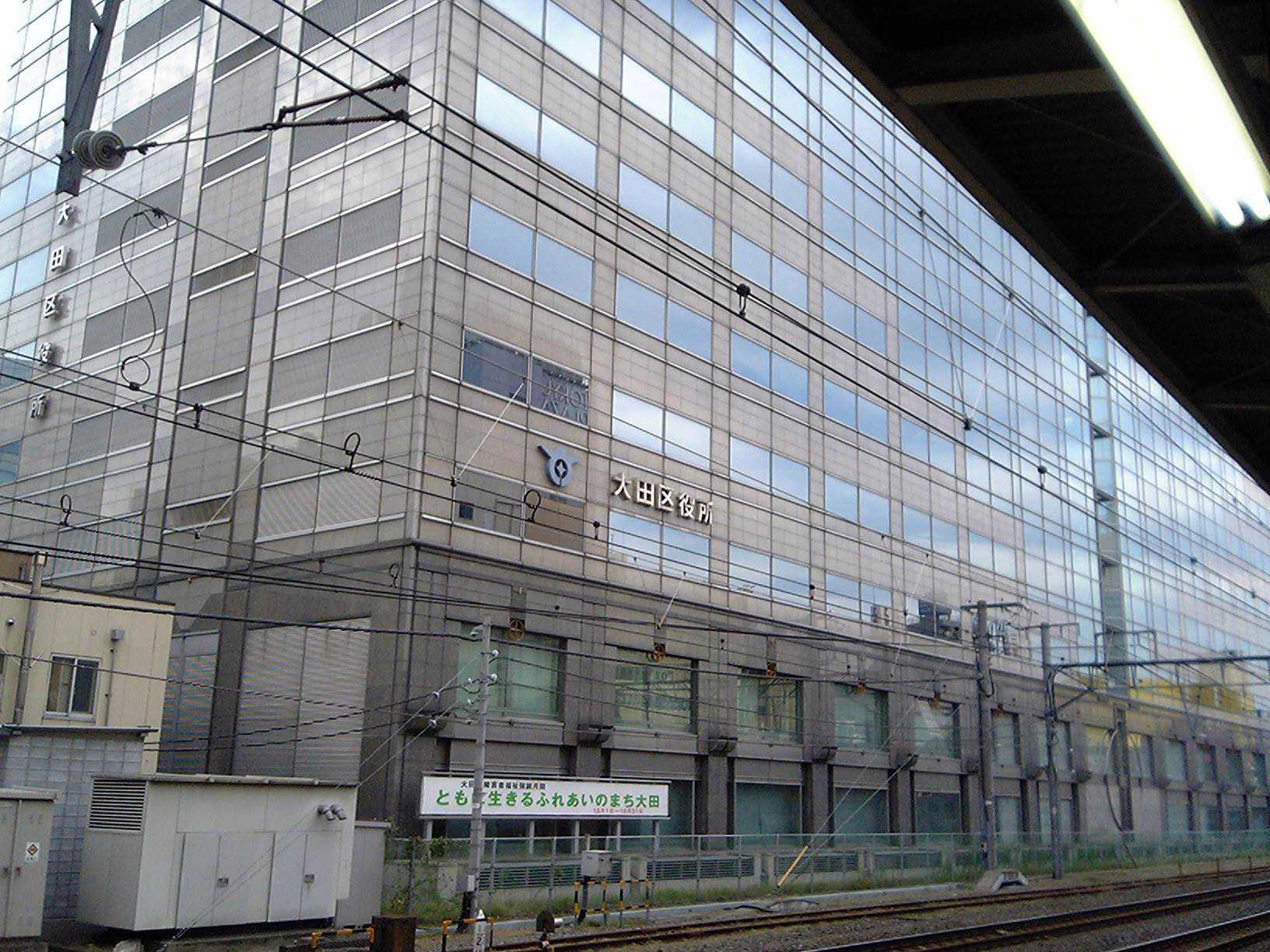
大田区役所（庁舎裏面）

大田区役所（おおたくやくしょ）は、特別地方公共団体（特別区）である大田区の役所、およびその組織が入る施設である。

## 歴史
- 1932年（昭和7年）前身の大森区誕生により、1931年（昭和6年）に建てられた大森町役場（当時の東京都大森区大森六丁目、現在の大森警察署所在地）の庁舎が区役所となる。
- 1940年（昭和15年）当時の新井宿五丁目（現在の中央二丁目大田文化の森所在地）へ移転。
- 1947年（昭和22年）大森区・蒲田区合併により大田区役所となる。
- 1963年（昭和38年）本庁舎改築（鉄筋化）。
- 1998年（平成10年）蒲田駅前の桃源社蒲田ビル（現在地）に移転。

## 現在地移転までの経緯
現在の大田区役所本庁舎敷地は国鉄時代の蒲田駅荷扱い場所跡地である。1987年（昭和62年）国鉄清算事業団による不要財産処分が行われ桃源社が所有権を取得した。桃源社は商業ビル建設を計画し1992年（平成4年）完工したが、その後のバブル景気崩壊により桃源社が倒産したため区内基幹駅の隣に未使用のまま無人ビルとして放置される事となった。
その後、当時中央二丁目にあった大田区役所が、予てから交通アクセスの不便さ(蒲田駅・大森駅のほぼ中間地点にあったこと)と、本庁舎建替え問題が浮上しこの無人ビルが新庁舎候補となった。当時、このビル購入には「駅近なのでアクセスが良くなる」「床面積が広くなるので分散している部署が集約できる」等賛成意見と「200億円以上の税金投入となる」「行政による住専救済である」等反対意見の両論があり住民投票請求が行われたが大田区議会はこれを否決し最終的には2票差で購入案を可決した。これにより1996年（平成8年）大田区がこのビルを購入し、大規模改修の後1998年（平成10年）移転が行われた。

## 所在地
- 〒144-8621 大田区蒲田五丁目13番14号

## アクセス
大田区役所本庁舎
- 東日本旅客鉄道（JR東日本）京浜東北線
- 東急電鉄池上線・東急多摩川線

蒲田駅東口より徒歩1分
- 京浜急行電鉄本線・空港線

京急蒲田駅西口より徒歩10分